# Comunidade Europeia de Defesa
A Comunidade Europeia de Defesa foi um mecanismo estabelecido no tratado de Paris de 1952 que iria coordenar as forças armadas de toda a Europa, na sequência duma proposta dos Estados Unidos no sentido do rearmamento da Alemanha Ocidental.
Esta instituição nunca foi ratificada, devido a um voto contrário da maioria gaulista no parlamento francês, que temia assim perder a sua soberania; a iniciativa foi abandonada em Agosto de 1954.
Atualmente, a NATO, a União Europeia e a União da Europa Ocidental (ver Tratado de Bruxelas (1948)) cumprem – embora com uma visão diferente da de há 50 anos – as funções daquela abortada organização.